# Gut Schmenzin

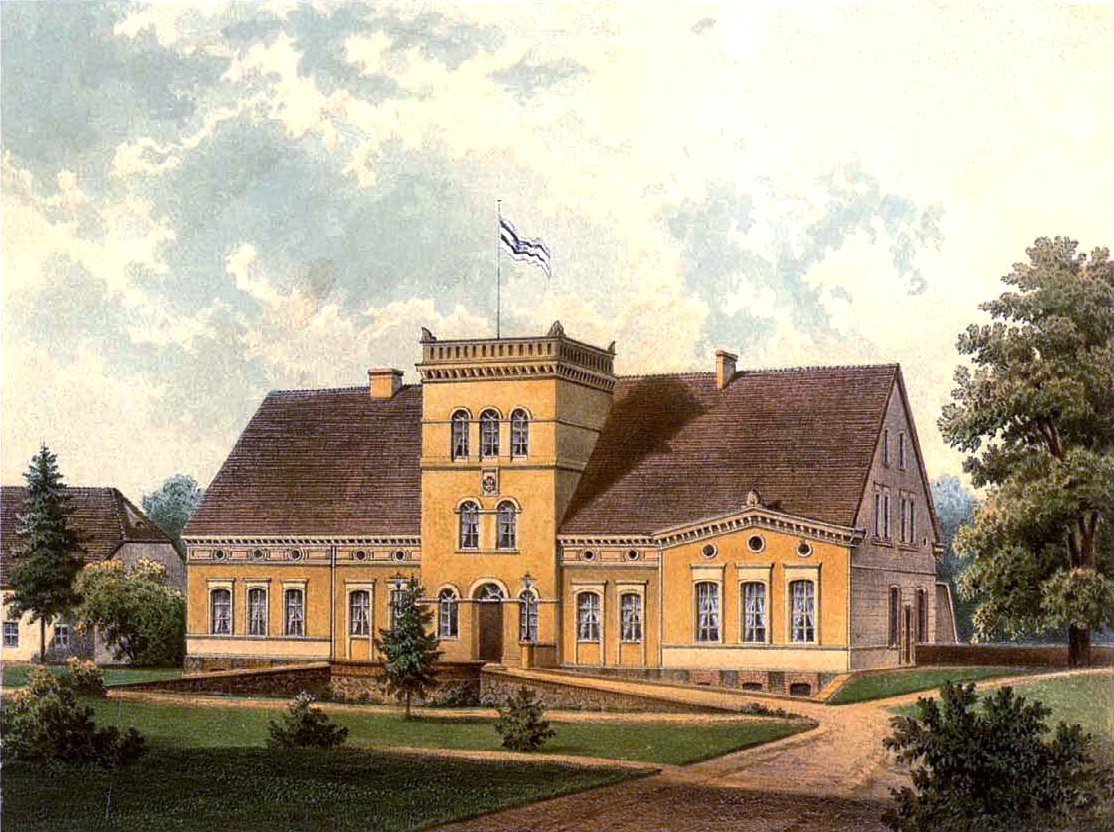
Rittergut Schmenzin im 19. Jahrhundert, Sammlung Duncker

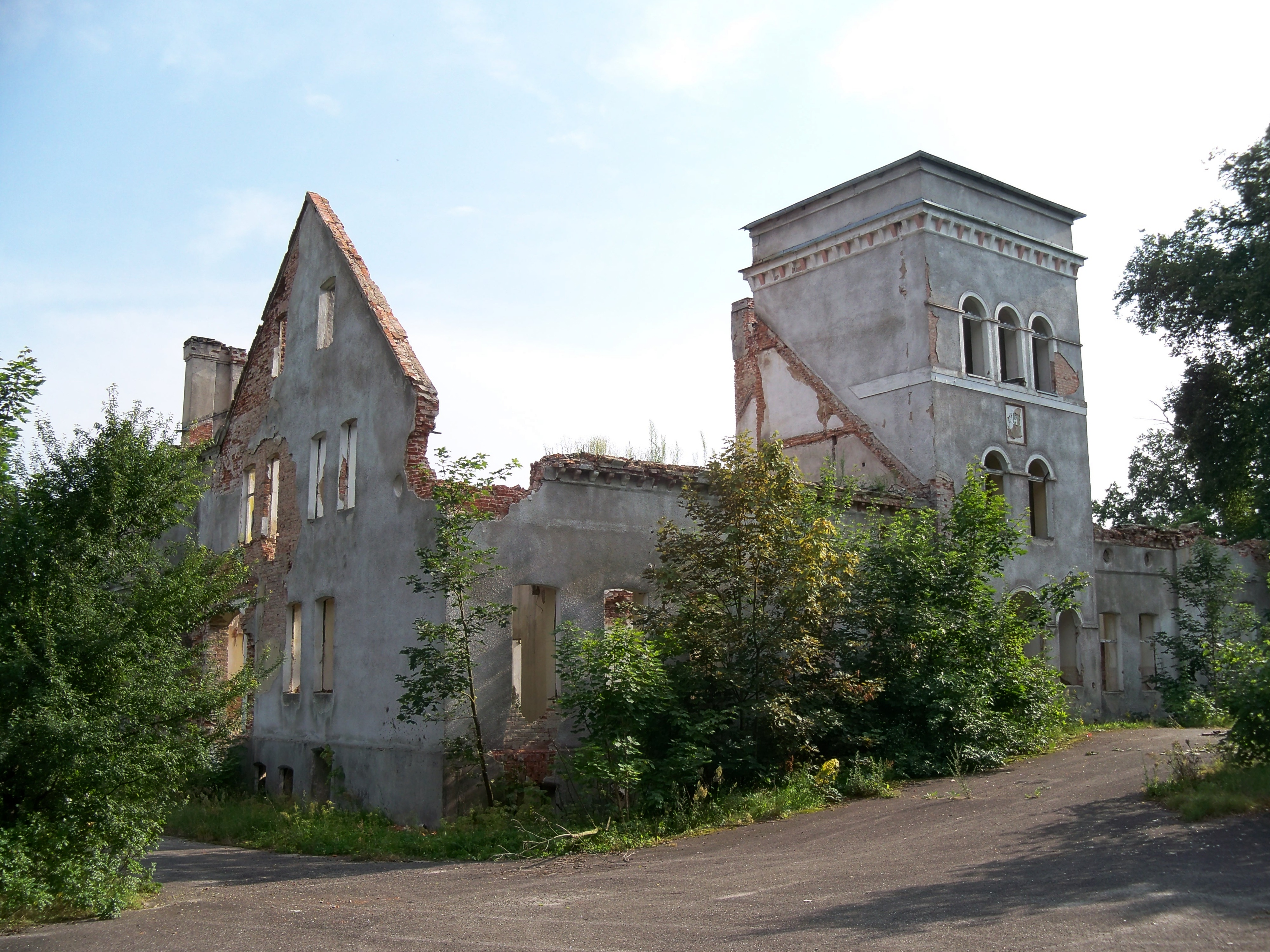
Zerfallenes Schloss (2012)

Gut Schmenzin galt als das größte Rittergut des Kreises Belgard im pommerschen Regierungsbezirk Köslin. Es ist im Dorf Smęcino (Schmenzin) in der Gemeinde Tychowo (Groß Tychow) in der polnischen Woiwodschaft Westpommern gelegen.
Das Gut hatte ein Areal von ca. 15.000 Mg [Morgen], was etwa 37.500.000 m² [Quadratmeter] entspricht, und fungierte mehrere Jahrhunderte als Lehnsgut der alten pommerschen Adelsfamilie von Kleist. Dorf und Gut entstanden durch Rodung eines Urwaldes, deren genauer Beginn zeitlich nicht nachweisbar ist. In der ersten Hälfte des 17. Jahrhunderts werden Siedlerfamilien erwähnt, die zu weiteren Rodungen verpflichtet wurden. Die Ansiedlungen wurden zunächst Feldgüter, später Buschpächtereien genannt und den Anbauern wahrscheinlich mit einer Reihe von Freijahren auf Zeitpacht überlassen. Im Jahre 1733 wurde die Familie von Kleist alleiniger Eigentümer; sie setzte die Rodung und Urbarmachung des wilden Waldes bis zum Jahr 1866 fort.
1860 wurden das Gut Gaitberg und 1863 das Vorwerk Brüggeland dazu erworben. So dehnte es sich im Nordosten bis an das Fürstenthum Caminer und im Süden an den Neustettiner Kreis aus. Mitte des 19. Jahrhunderts hatte es neben dem Hauptwerk insgesamt 32 Vorwerke, wie die Buschpächtereien inzwischen genannt wurden.
Einer Sage nach war auf dem Gut ein altes hölzernes Schloss beheimatet, welches abgetragen wurde und auf dem benachbarten Lehngut Zarnekow (Czarnkowo) wieder aufgebaut wurde.
Major a. D. Theodor von Kleist (1815–1886), für das Herzogtum Kassuben (Cassuben) Mitglied des Preußischen Herrenhauses (1854–1867), ließ nach einem Brand von 1854 bis 1856 das Wohnhaus mit einem turmartigen Mittelstück errichten. Außerdem pflanzte er Eichen und Linden. Der Nachbesitzer Graf Konrad Adolf von Kleist (1839–1900) veranlasste in den 1870er-Jahren den Anbau eines Flügels auf der linken Seite und eine offene bzw. geschlossene Veranda auf der rechten Seite. Gegenüber war eine im 19. Jahrhundert erbaute Kirche, gegründet 1734, gelegen.
Nach dem Ersten Weltkrieg verwaltete der konservative Politiker Ewald von Kleist-Schmenzin (1890–1945) die Güter seiner Großmutter; 1921 erbte er das Gut Schmenzin. Hier wurde etwa sein Sohn Ewald-Heinrich von Kleist (1922–2013), nachmaliger Offizier der Wehrmacht und Widerstandskämpfer, geboren. Dieser begann zunächst eine Lehre in der Landwirtschaft, um den elterlichen Betrieb zu übernehmen. 1944/45 wurde Kleist (senior) als Widerstandskämpfer gegen den Nationalsozialismus inhaftiert und am Ende des Zweiten Weltkrieges in Berlin-Plötzensee hingerichtet. 1945 marschierte die Rote Armee in Pommern ein. Obwohl unzerstört, wurde das Schloss fast vollständig geplündert und in der Folge auch zum Getreidespeicher umfunktioniert.
In der Zeit der Volksrepublik Polen war auf dem Gut die Verwaltung eines Staatsbetriebes untergebracht. Mittlerweile ist es zerfallen.